# J. Wellington Wimpy
J. Wellington Wimpy, ook bekend als Wimpy, is een stripfiguur bedacht door Elzie Segar. Wimpy was een hoofdpersonage in de stripreeks Thimble Theatre, die later werd hernoemd naar Popeye.
Enige tijd nadat Popeye zijn intrede deed en Fleischer Studios startte met de Popeye-animatiefilmpjes werd Wimpy een nevenpersonage.

## Karakter
Wimpy is een vriend van Popeye. In de tekenfilms is hij de tegenpool van Popeye. Wimpy praat deftig, is intelligent en goed opgevoed. Anderzijds is hij lui, een verspiller van eten en een oplichter.
Wimpy eet het liefst van al hamburgers. Hij is echter gierig en zal steeds proberen om niet te betalen. Enkele van zijn slagzinnen zijn:
- "Cook me up a hamburger. I'll pay you Thursday." (Bak voor mij een hamburger. Ik betaal donderdag.)
- "I'll gladly pay you Tuesday for a hamburger today." (Ik zal je dinsdag met plezier de hamburger van vandaag betalen.)[1]
- "I am buying a hamburger. The person next to me is paying."  (Ik koop een hamburger. De persoon naast mij betaalt.)

Wimpy nodigt ook graag mensen bij hem thuis uit, maar hij zegt er ook wel bij dat ze zelf het eten moeten meebrengen, zoals "I'd like to invite you over to my house for a duck dinner. You bring the ducks" (Ik wil je uitnodigen om bij mij thuis eend te komen eten. Jij brengt de eend mee.) Verder stelt hij zichzelf nogal eens voor onder de naam Jones. Wanneer de situatie uit de hand dreigt te lopen, tracht hij er een derde persoon bij te betrekken en er zelf vanonder uit te muizen.

## FilmPopeye
In de film Popeye uit 1980 ontvoert Wimpy baby Erwtje, die de toekomst kan voorspellen. Wimpy misbruikt deze gave zodat hij veel geld kan verdienen bij de paardenracen.

## Popeye's Voyage: The Quest for Pappy
In Popeye's Voyage: The Quest for Pappy tracht Wimpy een varken te stelen. Popeye brengt hem op andere gedachten door twee hamburgers voor hem te kopen. Uit dank nodigt Wimpy Popeye uit voor een diner, maar Popeye moet wel zelf de eend meebrengen.
Verder in de film gaat Popeye met zijn boot op zoek naar zijn vader Poopdeck Pappy. Brutus vergezelt hem. Olijfje en Erwtje gaan mee en nemen tal van etenswaren mee om een kerstfeest te houden. Wimpy is aan boord als verstekeling en eet alle etenswaren op.